# Teorema da bola cabeluda

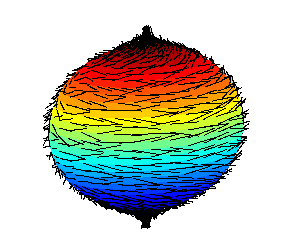
Uma tentativa fracassada de pentear uma esfera, deixando um tufo em cada polo

Em topologia algébrica, o teorema da bola cabeluda estabelece que não existe campo vetorial contínuo tangente em n-esferas de dimensão par que não seja nulo em pelo menos um ponto. Para a esfera ordinária, se f é uma função contínua que mapeia um vetor em R3 a cada ponto p de uma esfera se forma que f(p) é sempre tangente à esfera e em p, então existe pelo menos um p tal que f(p) = 0. Em outras palavras, sempre que se tenta pentear uma bola cabeluda, haverá pelo menos um redemoinho de cabelo em algum lugar. Este teorema foi proposto por Henri Poincaré no final do século XIX e primeiramente demonstrado em 1912 por Brouwer.

Um campo vetorial contínuo sobre uma esfera S² com apenas um polo

## Consequências em meteorologia

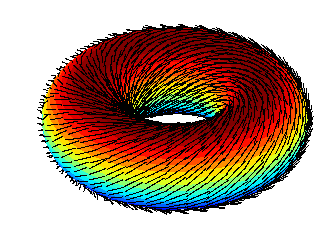
Uma rosca cabeluda (2-Toro), por outro lado, é facilmente penteável

Uma aplicação curiosa deste teorema em meteorologia consiste em considerar a distribuição de ventos como um campo de vetores sobre a superfície de um planeta com atmosfera. Mediante esta idealização, então a cada momento, ou não existe vento em parte alguma do planeta, o que é desconsiderado por questões físicas; ou existe pelo menos um ponto onde a velocidade é zero e há um ciclone em seu entorno.